# Polylepis subsericans
Espèce
Synonymes
- Polylepis flavipila (Bitter) M.Kessler & Schmidt-Leb.[1]
- Polylepis incana var. flavipila Bitter[1]

Statut de conservation UICN

 VU A1acd, B1+2c : Vulnérable
Polylepis subsericans est une espèce de plantes à fleurs de la famille des Rosaceae.

## Publication originale
- Candollea 5: 367. 1934.